# Lengyel Péter (író)
| Lengyel Péter                             | Lengyel Péter                               |
| Kattints az alábbi külső linkek egyikére! | Kattints az alábbi külső linkek egyikére!   |
| ----------------------------------------- | ------------------------------------------- |
| Nem található szabad kép.(?)              |                                             |
| külső link · jogvédett                    | Lengyel Péter. Kultúra.hu 2010. március 16. |

Lengyel Péter (eredeti neve: Merényi Péter) (Budapest, 1939. szeptember 4. –) Kossuth-díjas magyar író, műfordító.

## Életpályája
Édesapja, Merényi Endre gépészmérnök (1908–1943), aki hadifogságban halt meg. Édesanyja Ent Olga. Lengyel Sándor vegyész fogadta örökbe, az ő nevét vette fel később. Iskoláit Budapesten és Veszprémben végezte, az óbudai Árpád Gimnáziumban érettségizett. Ekkor írta első novelláját – Citroën DS 19 címmel (a Rondó kötetben olvasható). 1957–1962 között az ELTE BTK (ma: Romanisztikai Intézet) spanyol–olasz szakán tanult és szerzett diplomát. 
Egyetemi évek alatt fordít, angol, spanyol és olasz prózát, utazik, tanít. 1960–1962 között dramaturg volt a Madách Színházban. 1963–1964 között egyetemi lektor volt Havannában. Az 1963–1975 közötti időben a Magyar Írószövetség, az Élet és Irodalom, valamint a Mozgó Világ munkatársa volt. 1965-ben publikálja első saját írását, a Nyár című novellát. Változatos munkákat végez, fordít, tanít, tolmácsol. A Nemzetközi P.E.N. és a Nemzetközi Írói Alap regionális pályázatán díjat nyert. 1967-ben készül el Két sötétedés című novelláskötetével, 1969-ben megírja tudományos-fantasztikus regényét, az Ogg második bolygóját.
Életrajza szerint "irodalmi lapok szerkesztőségében dolgozik, majd tizenhárom évig egy villanyújságnál a Nagykörút és a Dohány utca sarkán." – ez az 1975 és 1988 közötti időszak.
1978-ban megírja a Cseréptörés, 1980-ban a Mellékszereplők című regényeit – ez utóbbit betiltották. A rendszerváltozás környékén készül el elbeszéléskötete Rondó, később a Macskakő (detektívregény), majd a Holnapelőtt című nem-regény. A Macskakő a 90-es években megjelent angol fordításban is, Cobblestone címen. 1990-1993 között tanított az ELTE BTK Esztétika Tanszékén. Elkészül a Búcsú, melynek társszerzője apja, Merényi Endre. 1993-ban sajtó alá rendezte elhunyt barátja, Ottlik Géza posztumusz regényét, a Budát. Jelenleg szabadúszó író.
2018. május 23-án tartotta székfoglaló előadását a Széchenyi Irodalmi és Művészeti Akadémián.
Felesége Takács Zsuzsa író volt (1962-1980). Két lányuk Lengyel Anna (1969 – 2021) és Lengyel Zsuzsa (1971).

## Sci-fi
Lengyel Péter a sci-fi műfajban az Ogg második bolygója című regényéről ismert. 
Ez a mű megjelent német nyelven (Düsseldorf, Econ, 1972., tr. G. Feidel.), 
lengyel (1982), japán (1978) és cseh (1981) nyelveken is. Több sci-fi tárgyú regényt nem írt, alkotott azonban két sci-fi novellát. Az egyik a Napkelet című – amely megjelent a World Omnibus of SF című antológiában is (Penguin, 1987). A másik novella a Rondó, novelláskötetének címadója.

## Művei
- Két sötétedés; Magvető, Bp., 1967 (Új termés)
- Ogg második bolygója; Magvető, Bp., 1969 (sci-fi regény)
- Cseréptörés; Szépirodalmi, Bp., 1978 (regény)
- Mellékszereplők. Regény; Szépirodalmi, Bp., 1980 (regény, 1970-ben írta)
- Rondó; Szépirodalmi, Bp., 1982 (elbeszélések)
- Ogg második bolygója. Olvasmány; Kozmosz Könyvek, Bp., 1984 (Kozmosz fantasztikus könyvek)
- Macskakő. Detektív regény; Szépirodalmi, Bp., 1988
- Holnapelőtt. Nem-regény. 89-90-91; Jelenkor, Pécs, 1992 (esszénapló)
- Lengyel Péter–Merényi Endre: Búcsú két szólamban; Városháza, Bp., 1993 (Az én Budapestem)
- Macskakő. Ponyva; Európa, Bp., 1994
- Mert én tudom, honnan jöttem, s hová megyek... Lengyel Péterrel beszélget Sipos Márti; Kairosz, Bp., 2007 (Miért hiszek?)

## Díjak, elismerések
- 1966 – PEN és IWF nemzetközi novellapályázatának díja
- 1983 – József Attila-díj
- 1986 – Arany Meteor-díj
- 1989 – Az Év Könyve díj
- 1989 – A Jövő Irodalmáért díj
- 1990 – Pro Urbe Budapest díj
- 1992 – Déry Tibor-díj
- 1995 – Füst Milán-díj
- 1996, 1998 – Soros Alapítvány díja
- 1998 – Európai Írók Háza, Villa Mont Noir
- 1999 – Márai Sándor-díj
- 2010 – Kossuth-díj
- 2018 – Digitális Irodalmi Akadémia tagja